# Нортамо
Нортамо (псевдоним, настоящие имя и фамилия — Франс Хьялмар Нордлинг) (фин. Hj Nortamo; 13 июня 1860, Раума, Великое княжество Финляндское, Российской империи — 30 ноября 1931, Пори, Финляндия) — финский писатель

, поэт, один из лучших юморист

ов в финской литературе начала XX века. Врач.

## Биография

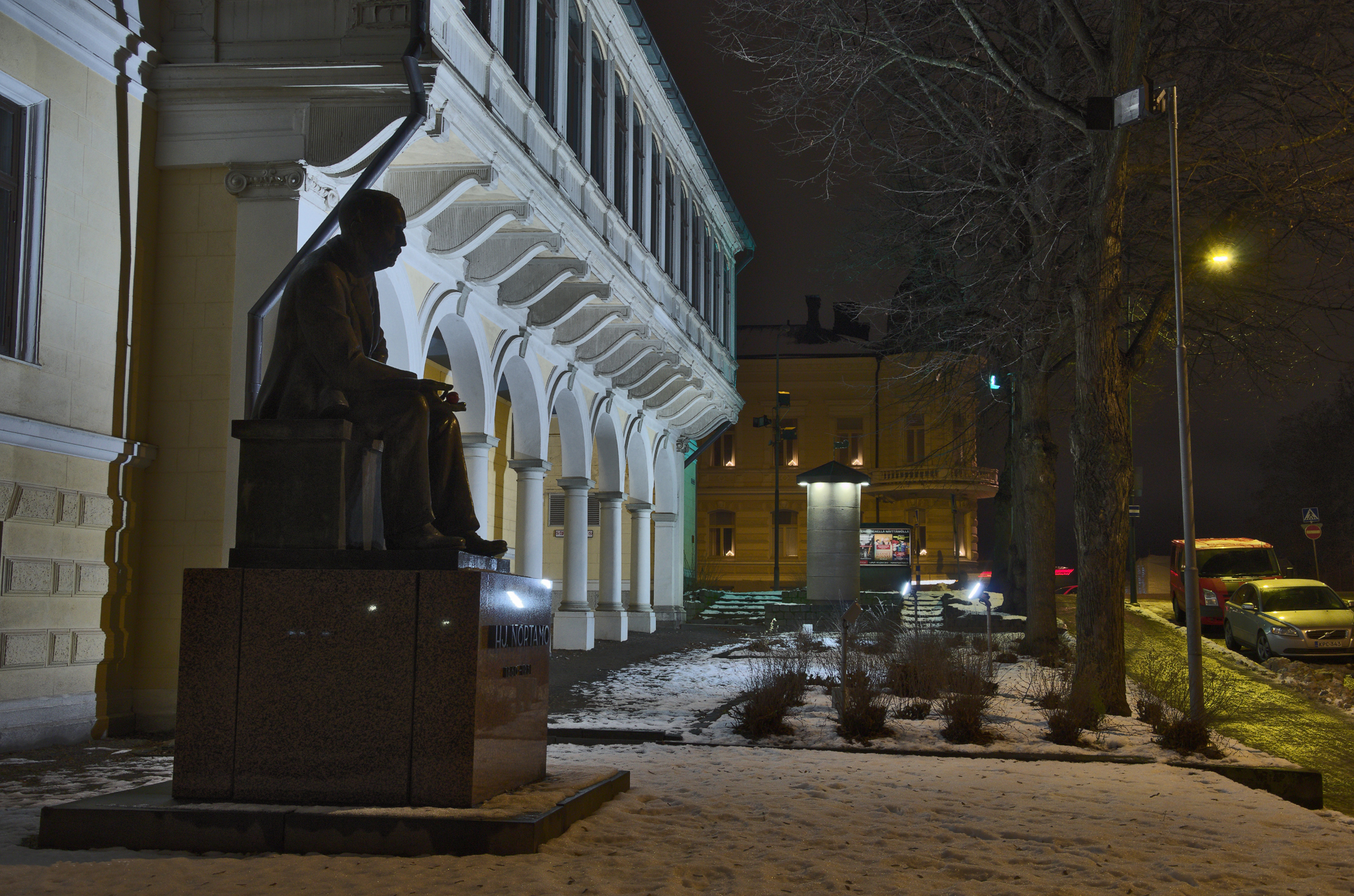
Памятник Нортамо в Пори

Окончил Хельсинкский университет. Работал городским врачом в Раума с 1889 по 1900 год и в Пори с 1903 по 1930 год.
Нортамо — один из лучших юмористов в финской литературе начала XX века. Умелое использование местного диалекта характерно для сборников его новелл, рисующих жизнь разных социальных кругов маленького приморского городка и села: «Я и Вилкк Тасала и Ийро Хаккри» («Mnää ja Tasala Wilkk ja Hakkri Iiro», 1906), «Новые рассказы о Раума» («Uussi raumlaissi jaarituksi», 1912), «Морские волки и земные кроты» («Meripurakoj ja maamyyri», 1925). Наиболее известен своей серией рассказов «Raumlaissi jaarituksi» («Пряжа из Раума»), изданной в 1920 году. Этот сборник был написан на диалекте Раума, и рассматриваются как первый текст, написанный на этом диалекте, в котором можно найти отдельные заимствования из эстонского, русского и французского языков.
Рассказы Нортамо оптимистичны, проникнуты любовью к простому человеку. Роман «Закладка для книги, украшенная бусами» («Helmikoristeinen kirjanmerkki», 1923) носит автобиографический характер.
В стихах автор часто подражает народной песне, воспевает бездумное отношение к жизни (сборник «Певец» — «Laulajapoika», 1933).
Работы Нортамо сыграли большую роль в сохранении знаний о диалекте Раума для нынешних поколений.
Депутат парламента Финляндии (1910—1911).

## Память
- В г. Пори  перед городским театром установлен памятник Нортамо.
- В Финляндии учреждена литературная премия его имени.

## Избранные произведения
- Kootut teokset, osa 1—2, Porvoo, 1929;
- Umme ja pimjä, Porvoo, 1930;
- Valtamerillä, Porvoo, 1930.
- Raumlaissi jaarituksi ISBN 951-0-17820-9, ISBN 951-0-07192-7, ISBN 951-0-07281-8